# 塞爾維亞奧林匹克委員會
塞爾維亞奧林匹克委員會，是塞爾維亞的國家奧林匹克委員會。該組織成立於1910年，是國際奧林匹克委員會和歐洲奧林匹克委員會的成員。1912年，首次派員參加在瑞典斯德哥爾摩舉行的夏季奧運會；2008年，再次以塞爾維亞的名義參賽。
現時，塞爾維亞奧林匹克委員會的總部設在貝爾格萊德，主席是前籃球運動員Božidar Maljković，他於2017年起出任此職。

## 資料來源
1. ↑  .   [2014-06-25]. （原始内容存档于2018-12-25）.